# Marie Viktorie de Noailles
Marie Viktorie de Noailles (Mărie Viktorie Sofie; 6. května 1688, zámek Versailles – 30. září 1766, Hôtel de Toulouse) byla francouzská šlechtična a dvořanka. Jejím druhým manželem byl Ludvík Alexandr Bourbon, hrabě z Toulouse, nejmladší legitimizovaný syn Ludvíka XIV. a jeho maîtresse-en-titre, Madame de Montespan.

## Život

### Původ a rodina
Marie Viktorie se narodila 6. května 1688 ve Versailles jako dcera Anne Juluse de Noailles, 2. vévody z Noailles, a jeho manželky Marie-Françoise de Bournonville. Několik jejích sester se provdalo do významných francouzských rodin. Sestra Marie Kristýna se v roce 1687 provdala za Antoina de Gramont, vévodu z Guiche. Další sestra Lucie Félicité se provdala za maršála d'Estréese, prasynovce milenky Jindřicha IV., Gabrielle d'Estrées. Sestra Marie Tereza se provdala za Charlese de La Baume Le Blanc, synovce Louise de La Vallière, a stala se matkou Louise Césara de La Baume Le Blanc.

### První manželství
V roce 1707 se devatenáctiletá Marie Viktorie provdala za Louise de Pardaillan de Gondrin, jehož otec Louis-Antoine de Pardaillan de Gondrin byl synem Louise Henriho de Pardaillan de Gondrin, markýze de Montespan, a jeho manželky Françoise Athénaïs de Rochechouart de Mortemart, markýzy de Montespan. Její první manžel tak byl synovcem jejího druhého manžela.
Během svého prvního manželství byla Marie Viktorie, markýza de Gondrin, byla dame du Palais manželky králova vnuka, duchesse de Bourgogne, budoucí dauphine Francie a matky krále Ludvíka XV.
S prvním manželem měla Marie Viktorie dva syny:
- Louis de Pardaillan de Gondrin (1707–1743)
- Antoine François de Pardaillan de Gondrin (1709–1741)

V roce 1712 zemřela jak vévodkyně z Bourgogne, tak manžel Marie Viktorie.

### Druhé manželství
2. února 1723 se Marie Viktorie ve čtyřiatřiceti letech při tajném obřadu podruhé provdala za o deset let staršího hraběte z Toulouse, legitimizovaného syna Ludvíka XIV. a Madame de Montespan. Sňatek byl oznámeno až po smrti Régenta v prosinci téhož roku.
Sňatkem s Ludvíkem Alexandrem se Marie Viktorie stala hraběnkou z Toulouse a vévodkyní z Vendôme, Rambouillet, Arc-en-Barrois, Châteauvillain a Penthièvre.
Po dvou letech manželství Marie Viktorie porodila jediné dítě páru, syna, jediného dědice:
- Ludvík Jan Maria Bourbonský (1725–1793)

Hraběcí pár měl ve Versailles své vlastní pokoje. Jejich komnaty, které byly později dány dcerám nového krále Ludvíka XV., se nacházely v přízemí a byly bývalým souborem pokojů, které patřily matce hraběte, Madame de Montespan.

### Vdovství
Hrabě z Toulouse zemřel 1. prosince 1737. V roce 1744 Marie Viktorie pomohla domluvit sňatek svého syna. Za nevěstu byla vybrána italská princezna Marie Tereza Felicitas d'Este, která byla také potomkem Madame de Montespan. Byla vnučkou Františky Marie Bourbonské, sestry hraběte z Toulouse a manželky orleánského vévody, Régenta Francie během nezletilosti Ludvíka XV.
Marie Viktorie měla velmi dobré vztahy s mladým králem Ludvíkem XV., kmotrem jejího syna. Podle knihy Nancy Mitford o Madame de Pompadour byla jedinou ženou, které bylo dovoleno vidět mladého krále mimo oficiální schůzky. Měla také přístup ke všem jeho soukromým státním dokumentům. Poté, co jeho matka zemřela, když mu byly pouhé dva roky, se Marie Viktorie stala jeho nejbližší ženskou členkou rodiny.
30. září 1766 Marie Viktorie ve věku 78 let v Hôtel de Toulouse, městském domě, který zakoupil její manžel v roce 1713, zemřela. Pohřbena byla vedle svého manžela v rodinné hrobce u kostela Saint-Lubin z 10. století ve vesnici Rambouillet. V listopadu 1783, poté, co byl zámek Rambouillet i se svou rozlehlou doménou prodán Ludvíkovi XVI., nechal její syn, vévoda z Penthièvre, ostatky svých rodičů, manželky a zemřelých dětí přenést do královské kaple v Dreux.